# Homocystinuri
Homocystinuri är en metabol sjukdom som innebär att kroppen inte omvandlar homocystein till cystein, vilket ger upphov till förhöjda nivåer av homocystein i urinen. Sjukdomen uppstår på grund av en mutation i genen CBS, som kodar för enzymet cystationin-beta-syntas.
Sjukdomen kan ge upphov till en mängd olika symptom, de flesta på grund av fel i stödjevävnaden. Linsluxationer, avvikelser i skelettets tillväxtmönster (liknande de i Marfans syndrom), försvagade kärlväggar och utvecklingsstörningar kan uppstå i personer med homocystinuri. Homocystinuri drabbar ca 1 på 344 000 barn, men det verkar variera mellan länder (eg. 1 på 65 000 barn i Irland). I Sverige föds i genomsnitt mellan ett barn vart tredje år och ett barn per år med homocystinuri.
Genen CBS ligger på kromosom 21q22, är kodande och har 14 exoner. Det finns tre transkriptvarianter. Sjukdomen nedärvs recessivt, båda genkopiorna behöver ha en skadlig mutation för att sjukdomen ska uppstå. Fler än 150 olika mutationer i genen har kopplats till sjukdomen. Dessa leder till en varierande fenotyp – från nedsatt enzymfunktion till helt frånvarande funktion. Individer med nedsatt enzymfunktion kan oftast återskapa enzymets funktion med hjälp av höga doser vitamin B6 medan de med helt frånvarande enzymfunktion inte svarar på B6.
De flesta däggdjur syntetiserar cystein från två aminosyror, metionin och serin. Den färdiga produkten får svavelgruppen från metionin och serin donerar resten av aminosyraskelettet. Metionin konverteras till S-adenosylmetionin, som förlorar sin metylgrupp och bildar S-adenosylhomocystein, vilket hydrolyseras och fritt homocystein bildas. Homocystein kan sedan reagera med serin i en reaktion som katalyseras av cystationin-beta-syntas (och använder vitamin B6 som en kofaktor) för att bilda cystationin, som sedan konverteras till cystein. När CBS inte fungerar som det ska, kan inte homocystein användas till att återbilda cystein, utan en del återbildas till metionin, och resten förblir homocystein vilket leder till en ökad koncentration av homocystein och metionin i kroppens celler. I dagsläget[när?] finns det inte många sätt att behandla homocystinuri. Vitamin B6-tillskott kan fungera på individer med mildare former av sjukdomen.
Sjukdomen diagnosticeras vanligtvis med en kombination av att observera fenotypen av individen och blodprov som visar förhöjda nivåer av homocystin i plasman. Detta kan följas upp av att undersöka den enzymatiska aktiviteten av cystationin-beta-syntas i kroppens celler (vanligtvis undersöks fibroblaster eller vita blodkroppar). Sjukdomen kan även diagnostiseras med PKU test, med hjälp av fosterdiagnostik eller med DNA-test om det finns en historia av homocystinuri i familjerna.